# Rolando Rigoli
Rolando Rigoli (n. 3 octombrie 1940, Livorno, Italia) este un scrimer ce a reprezentat Italia, medaliat olimpic. A participat la 2 ediții ale Jocurilor Olimpice (1968, 1972) în care a câștigat o medalie de argint.